# Pita sorollosa
La pita sorollosa(Pitta versicolor) és una espècie d'ocell de la família dels pítids (Pittidae) que habita els boscos d'Austràlia Oriental.